# Чорний Осов
Чорний Осов (біл. вёска Чорны Восаў) — село в складі Борисовського району Мінської області, Білорусь. Село належало Метченській сільській раді, розташоване в східній частині області.